# Al-Hafiz

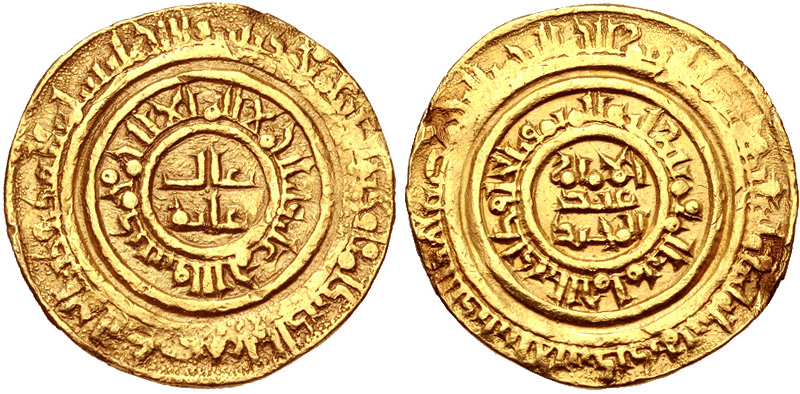
Dinar de oro de Al-Hafiz

Al-Háfiz (árabe: الحافظ) (m. 1149) fue el decimoprimer califa fatimí (1130-1149).
El futuro Al-Hafiz nació en Ascalón en AH 467 (1074/5 CE) o 468 (1075/6). Su padre fue Abu'l-Qasim Muhammad, hijo del califa Al-Mustansir. Más adelante fue también conocido por el epíteto de Abu'l-Maymun. Sus primeros años son casi desconocidos. De adulto, mostró interés por la astronomía, y empleó a varios astrónomos en su servicio.
Al-Háfiz asumió el califato como el primo del asesinado al-Amir (1101-1130). Puesto que Al-Amir había sido asesinado no teniendo hijos, la sucesión de Al-Háfiz fue cuestionada por una sección de chiitas, que reconoció a Taiyab abi al-Qasim, pretendido hijo del difunto al-Amir como heredero legítimo.
Bajo el fatimí Al-Háfiz el poder del califa se había reducido a Egipto, y su autoridad ni siquiera era reconocida en todo el territorio. Había luchas constantes entre los ministros, gobernadores y generales, obstaculizando la capacidad del imperio de resistir la extensión de los estados cruzados.